# Hrabstwo Avery

Piramida wieku hrabstwa

Hrabstwo Avery – hrabstwo w USA, w stanie Karolina Północna, według spisu z 2000 roku liczba ludności wynosiła 17 167. Siedzibą hrabstwa jest Newland.

## Geografia
Według spisu hrabstwo zajmuje powierzchnię 640 km², z czego 639 km² stanowią lądy, a 1 km² stanowią wody.

### Miasta
- Banner Elk
- Crossnore
- Elk Park
- Newland
- Seven Devils

### Wioski
- Grandfather
- Sugar Mountain

### Sąsiednie hrabstwa
- Hrabstwo Carter (Tennessee)
- Hrabstwo Johnson (Tennessee)
- Hrabstwo Mitchell
- Hrabstwo McDowell